# Grimpoteuthis tuftsi
Grimpoteuthis tuftsi är en bläckfiskart som beskrevs av Voss och Pearcy 1990. Grimpoteuthis tuftsi ingår i släktet Grimpoteuthis och familjen Opisthoteuthidae. Inga underarter finns listade i Catalogue of Life.